# Cmentarz wojenny w Iłowcu
Cmentarz wojenny w Iłowcu – cmentarz z I wojny światowej znajdujący się we wsi Iłowiec w województwie lubelskim, w powiecie zamojskim, w gminie Skierbieszów.
Cmentarz założono przy drodze, na planie prostokąta o bokach 30 na 27 m. Obecnie ogrodzony metalowym parkanem, układ 28 zbiorowych mogił widoczny.
Na cmentarzu pochowano 2001 żołnierzy austro-węgierskich.